# Frédéric Moncade
Frédéric Moncade (Pau, 13 novembre 1978) è un ex cestista francese.

## Palmarès
- Campionato francese: 3

Pau-Orthez: 1995-96, 1997-98, 1998-99